# Єнотик Раскаль
Єнотик Раскаль (яп. あらいぐまラスカル, Араіґума расукару) — аніме-серіал 1977 року, заснований на автобіографічному романі «Раскаль, мемуари кращої ери» американського письменника Стерлінга Норта, створений студією Nippon Animation. Є частиною серії «Кінотеатр світових шедеврів». Серіал транслювався українською мовою на телеканалі Малятко TV.

## Сюжет
Події відбуваються на початку XX століття. Десятирічний Роббі (Стерлінг в оригіналі) живе зі своєю сім'єю в штаті Вісконсин. Одного разу він відправляється на риболовлю і знаходить у лісі осиротіле дитинча єнота. Роббі приносить його додому, піклується про нього, вигодовує молоком з пляшечки і дає йому ім'я «Раскаль». З того дня хлопчик та єнот стають нерозлучними друзями, але Роббі доводиться усвідомити, що піклуватися про дику тварину може бути дуже важко.
Так проходить останній рік дитинства Роббі, повний великих і маленьких пригод з його найкращими друзями — Раскалем, Оскаром і Алісою, проте хлопчикові також доводиться мати справу і з труднощами — смертю матері та фінансовим крахом свого батька.
Остання обставина стає причиною віддалення батька від сина і призводить до радикальних змін у житті Роббі: хлопчикові доведеться переїхати жити в будинок своєї сестри в Мілвокі, щоб продовжити навчання, і тому він буде змушений відпустити Раскаля, який вже виріс, назад до лісу.

## Українське двоголосе закадрове озвучення
Українською мовою мультсеріал озвучено на замовлення телеканалу Малятко TV у 2010 році. Ролі озвучували: Ярослав Чорненький та Лідія Муращенко.